# Abbo von Fleury

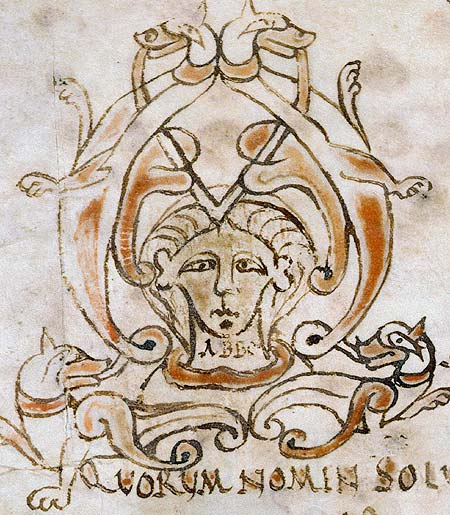
Aus der Titelseite eines anonymen Manuskripts einer Abhandlung von Abbo von Fleury

Abbo von Fleury, französisch Abbon de Fleury, lateinisch Abbo Floriacensis (* 940 oder 945 im Orléanais; † 13. November 1004 in La Réole, heute Département Gironde) war ein herausragender Gelehrter, Geistlicher und auch eine bedeutende Persönlichkeit des politischen Lebens während der Frühphase der Kapetinger-Herrschaft in Frankreich. Er gehörte zu den Klosterreformern und war ab 988 Abt von Fleury.

## Leben
Abbo war der Sohn von Laetus und Ermengarde, die zum Stand der Freien gehörten, aber nicht adliger Herkunft waren. Auf Betreiben seiner Eltern wurde Abbo ab etwa 950 als Benediktineroblate und Schüler in der Benediktinerabtei Saint-Benoît-sur-Loire (Fleury) erzogen und der Fürsorge des Abts Wuilfalde anvertraut. Um eine höhere Ausbildung zu erlangen, studierte er später in Paris und Reims Philosophie, Mathematik und Astronomie. Zu seinen dortigen Lehrern gehörte Gerbert von Aurillac, der spätere Papst Silvester II. In Orléans erhielt Abbo fundierte Kenntnisse der Musiklehre. In der Folge wurde er ein vielseitiger Gelehrter und um 965 von Abt Richard, dem Nachfolger Wuilfaldes, zum Lehrer an der Klosterschule von Fleury ernannt, welche Funktion er fast 20 Jahre ausübte.
Nach dem Tod Amalberts, der von 978–985 Abt von Fleury gewesen war, folgte Abbo im Jahr 985 einem Ruf des Erzbischofs Oswald von York, als Direktor der Schule der neugegründeten Ramsey Abbey in Cambridgeshire in England zu wirken. Zu seinen hervorstechendsten dortigen Schülern zählte Byrhtferth, der nicht nur Kleriker, sondern auch ein bedeutender Gelehrter, vor allem auf dem Gebiet der Komputistik, wurde. Das von Byrhtferth verfasste Manual beruht zu einem erheblichen Teil auf den Werken Abbos. Während seines zweijährigen Englandaufenthalts trat Abbo ferner mit Erzbischof Dunstan von Canterbury in Kontakt, dessen Klosterreform er unterstützte.
987 kam Abbo, der inzwischen Priester geworden war, wieder nach Fleury, dessen Abt Oylbold ihn zurückberufen hatte. Nach dem Tod Oylbolds wurde Abbo 988 trotz des Widerstands eines von König Hugo Capet unterstützten Mönchs zum Abt von Fleury gewählt. In diesem Amt entfaltete er eine rege kirchenpolitische und eine ausgedehnte literarische Aktivität. Er verteidigte die Rechte der Mönche und geriet mit mehreren Bischöfen in Streit, insbesondere mit Bischof Arnulf von Orléans. Letzterer forderte, dass die Abtei Fleury seiner Autorität unterstellt werde. Doch Abbo verweigerte den Vasalleneid unter Nachweis der Selbständigkeit seiner Abtei. 993 regelte der König diese Angelegenheit.
Bei einem um 993 in Saint-Denis abgehaltenen Konzil, an dem Abbo und ebenso sein Gegner Arnulf von Orléans teilnahmen, versuchten die Bischöfe den Mönchen deren Einnahmen aus dem Kirchenzehnten zu entziehen, wogegen Abbo entschieden auftrat. Das Konzil wurde infolge eines wegen der erwähnten bischöflichen Forderung ausgebrochenen Aufruhrs aufgelöst. Es fiel der Verdacht auf Abbo, dass er die Unruhen ausgelöst hatte. Der Abt rechtfertigte sich gegen diese und andere Beschuldigungen in einer an König Hugo Capet gerichteten Apologie.
Abbo engagierte sich auch im Streit um das Reimser Erzbistum. 991 hatte er auf der Synode von Saint-Basle anlässlich der Absetzung des Erzbischofs Arnulf von Reims wegen angeblicher Untreue gegen Hugo Capet und Arnulf von Orléans Partei ergriffen, indem er betonte, dass dieser kirchenpolitische Akt in die Zuständigkeit des Papstes fiele. Doch Gerbert von Aurillac wurde neuer Erzbischof von Reims. Als Hugo im Oktober 996 verstarb, kam es mit Zustimmung König Roberts II. zur Wiedereinsetzung Arnulfs als Erzbischof, dem Abbo auf Anweisung Papst Gregors V. das Pallium überbrachte.
Nachdem Abbo bereits unter Papst Johannes XV. zum Erhalt der Exemtion für sein Kloster und erneut 996 während der Sedisvakanz des Heiligen Stuhls nach Rom gereist war, machte er sich im Herbst 997 als Gesandter Roberts II. zum dritten Mal auf den Weg in die Ewige Stadt. Er sollte mit Gregor V. bezüglich der Ehe des Königs mit Bertha von Burgund verhandeln, denn der Papst hatte die Auflösung dieser Beziehung wegen zu naher Verwandtschaft der Eheleute gefordert und im Weigerungsfall mit der Verhängung des Interdikts gedroht. Weil Gregor V. vor dem Gegenpapst Johannes XVI. aus Rom geflohen war, traf Abbo mit ihm in Spoleto zusammen. Gregor V. blieb bei seiner Forderung. Daraufhin vertrat Abbo konsequent die Direktive des Papstes, dass der König sich von Bertha zu trennen habe. Deshalb büßte der Abt seinen Einfluss auf Robert II. ein, unterhielt jedoch ab nun einen Briefverkehr mit dem Papst. Durch seinen Einfluss half Abbo damals auch stark beim Abbau der damals in Europa grassierenden Angst vor einem angeblichen baldigen Weltuntergang ums Jahr 1000 mit. Ferner suchte er in mehreren Klöstern Streitigkeiten zwischen den dortigen Mönchen und ihren jeweiligen Äbten zu schlichten.
In kirchlicher Hinsicht achtete Abbo auf strenge klösterliche Disziplin, wobei er sich die Cluniazensische Reform zum Vorbild nahm. Sein Eifer für die Wiederherstellung der Klosterzucht kostete ihn das Leben. Im von Fleury abhängigen, in der Gascogne gelegenen Priorat La Réole waren lockere Sitten eingerissen, und nach einem ersten dortigen Besuch im Jahr 1004 ließ Abbo einige Mönche aus Fleury zurück, die sich aber mit ihren gascognischen Glaubensbrüdern nicht verstanden und nach Fleury zurückkehrten. Da weitere von Abbo entsandte Mönche ebenfalls nicht besser aufgenommen wurden, reiste er mit einem Gefolge, darunter seinem Schüler Aimoin, ein zweites Mal nach La Réole, wo er am 9. November 1004 ankam. Nachdem der Abt einen dortigen Mönch wegen dessen Teilnahme an einem Bankett zu Ehren des heiligen Martin gerügt hatte, wiegelte der getadelte Ordensmann seine Mitbrüder auf und es kam zwischen diesen und Abbos Begleitern zu einem blutigen Zusammenstoß. Abbo versuchte zu schlichten, wurde jedoch dabei durch einen Lanzenstich tödlich verletzt und verschied am 13. November 1004. Er wurde in Fleury bestattet. An seinem Grab sollen sich Wunder ereignet haben, weshalb er bald in verschiedenen Kirchen Frankreichs als Heiliger und Märtyrer verehrt wurde. Der auch als Geschichtsschreiber bekannte Mönch Aimoin beschrieb das Leben seines Lehrers in seiner Vita Abbonis. Seit 1031 wird Abbo als Heiliger verehrt. Sein Gedenktag ist sein Todestag, also der 13. November.

## Werk

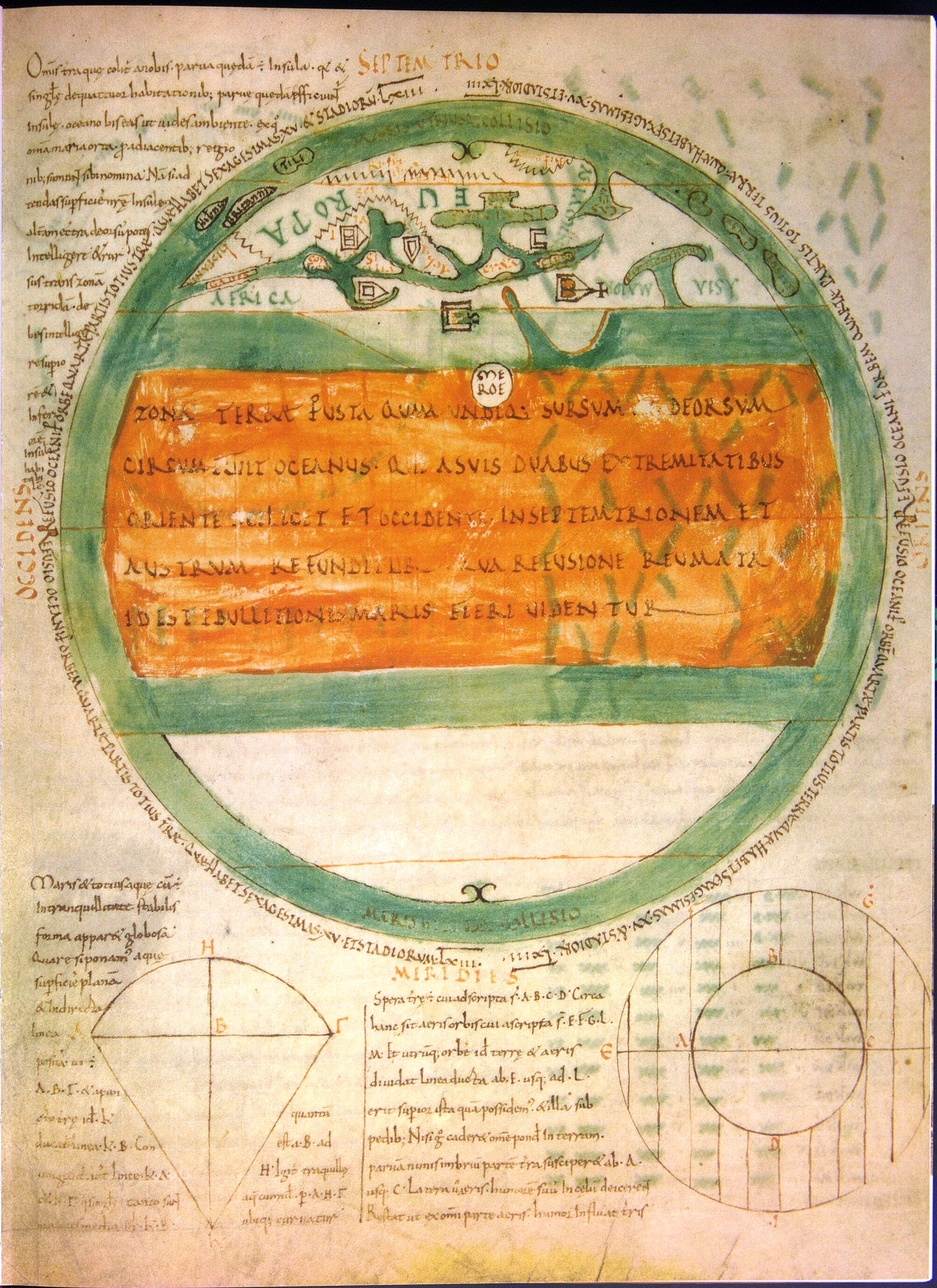
Weltkarte Abbos nach Macrobius in der Handschrift Berlin, Staatsbibliothek, Ms. Phill. 1833, fol. 39v (10. Jahrhundert)

Abbo von Fleury erörterte in seinen zahlreichen Werken verschiedenartige Themen. So verfasste er u. a. kirchenpolitische Schriften, hagiographische Viten, Traktate zur Grammatik und Astronomie, eine umfängliche Darstellung der Syllogistik  sowie ein Lehrbuch zur kirchlichen Zeitrechnung. Insbesondere die neuere Forschung hob diese gelehrte Orientierung hervor.
Als wahrscheinlich erstes Werk verfasste Abbo den Commentarius in cyclum Victorii zum Calculus des Victorius von Aquitanien. Es stellt eine Abhandlung über die Kalenderrechnung in zwei Büchern dar. In Mignes Ausgabe von Abbos Schriften findet sich nur das Vorwort dieses Kommentars; Fragmente des eigentlichen Texts wurden erst später wiederentdeckt und veröffentlicht. In diesem Werk stellte Abbo erstmals einen immerwährenden Julianischen Kalender auf und korrigierte die Zeitberechnung des Dionysius Exiguus.
Während seines Englandaufenthalts hörte Abbo von Erzbischof Dunstan von Canterbury die Geschichte des 869 erfolgten Märtyrertods des heiligen Edmund, Königs  von East Anglia, wie sie angeblich von Edmunds betagtem Waffenträger überliefert worden war. Auf Bitten der Mönche von Ramsey Abbey verfasste Abbo daraufhin 987 eine hagiographische Vita sancti Eadmundi regis Anglorum et martyris, die noch nicht so legendär wie spätere Versionen ausgestaltet ist und Anklänge an klassische Autoren, insbesondere Vergil, zeigt. Ferner richtete Abbo drei Gedichte an Dunstan. Er sollte auch die ihm um das Jahr 1000 von der Abtei St. Augustinus übersandte erste in Prosa verfasste Vita Dunstans versifizieren, führte diese Arbeit aber nicht aus. Als erstes Werk nach seiner Rückkehr von England nach Fleury schrieb Abbo die Quaestiones grammaticales, welches Werk er den Mönchen von Ramsey widmete und in dem er u. a. Fragen der lateinischen Grammatik erörterte.
In seinen späteren literarischen Arbeiten behandelte Abbo hauptsächlich Themen, die ihn in seiner Stellung als Abt beschäftigten. Im 994 niedergeschriebenen Apologeticus ad Hugonem et Rodbertum reges Francorum verteidigte er seine ablehnende Haltung gegenüber Arnulf von Orléans in der Frage des Kirchenzehnten; auch bekämpfte er darin den Glauben an ein angeblich im Jahr 1000 eintretendes Weltende. Zwischen 994 und 996 erstellte er eine Sammlung von Kanones (Collectio canonum) in 52 Kapiteln, eine Kompilation wichtiger Vorschriften des Kirchenrechts. Darin verteidigte er die Rechte des Königtums und erläuterte die Beziehungen zwischen Mönchstum und Episkopat. Auch publizierte er eine Epitome über das Leben von 91 Päpsten (Epitome de XCI pontificum romanorum vitis), die wohl auf dem Liber Pontificalis beruht.
Abbo schrieb noch weitere wissenschaftliche Werke, zumeist kurze Traktate über komputistische und astronomische Themen. So handelte er etwa über den Lauf von Sonne, Mond und Planeten. Zur Logik verfasste Abbo eine Schrift, die heute den Titel Syllogismorum categoricorum et hypotheticorum enodatio trägt und De syllogismis hypotheticis. Ein lateinisches Gedicht richtete er an Kaiser Otto III. (Carmen acrostichum ad Ottonem imperatorem).
Schließlich existieren noch einige Briefe Abbos an hochgestellte Zeitgenossen. 16 dieser Epistolae sind in der Ausgabe von Migne abgedruckt. Dazu kommen zwei weitere Briefe, die Epistolae ad Geraldum et Vitalum de natura magni circuli et de anno Dominicae incarnationis. Die erhalten gebliebenen Briefe des Abts handeln u. a. über eine Frage der Exegese, über den Schwur, über die Beziehungen der Bischöfe zu den Klöstern, über die Wiederherstellung des Friedens in verschiedenen Klostergemeinschaften sowie erneut über die Korrektur der Zeitrechnung des Dionysius Exiguus.

## Ausgaben
- Jacques Paul Migne, Patrologia Latina, Bd. 90 (1850), Sp. 725–742, 749–758, 787–820, 823–826, 855–858, 859–878 (computistische Materialien, die in der von Migne nachgedruckten Ausgabe von Noviomagus unrichtig unter dem Namen Bedas gedruckt wurden)
- Jacques Paul Migne, Patrologia Latina, Bd. 139 (1853), Sp. 375–584:
  - Epistolae: Sp. 417–461
  - Apologeticus ad Hugonem et Rodbertum reges Francorum: Sp. 461–472
  - Collectio Canonum: Sp. 471–508
  - Vita sancti Eadmundi: Sp. 507–520
  - Carmen acrostichum ad Ottonem Imperatorem: Sp. 519–520
  - Quaestiones grammaticales: Sp. 521–534
  - Epitome de XCI romanorum pontificum vitis (unvollst.): Sp. 535–569
  - Auszüge und Praefationen zu mathematisch-komputistischen Schriften: Sp. 569–579
  - Fragmentum de Sancti Martiali (zitiert von Ademar von Chabannes): Sp. 579
- Nicolaus Bubnov, Gerberti postea Silvestri II papae Opera Mathematica (972-1003), R. Friedländer & Sohn, Berlin 1899, S. 199–204 (Exzerpte aus dem Kommentar zum Calculus Victorii), S. 203–204 (Abbonis Abacus, nur hier gedruckt), S. 225–244 (Regulae de minutis, in der Zuschreibung unsicher)
- Louis-Marie Gantier, L'abrégé du Liber pontificalis d'Abbon de Fleury (vers 950–1004): une histoire des papes, en l'an mil. Collège Érasme [u. a.], Louvain-La-Neuve 2004 (= Bibliothèque de la Revue d'histoire ecclésiastique, 86)
- Scott Gwara, Three Acrostic Poems by Abbo of Fleury, in: Journal of Medieval Latin 2 (1992), S. 203–235 (Carmen acrostichum ad Ottonem Imperatorem, Carmina acrosticha ad Dunstanum)
- Anita Guerreau-Jalabert, Abbon de Fleury, Questions grammaticales: Texte établi, traduit et commenté, Les Belles Lettres, Paris 1982, ISBN 2-251-33630-8
- Michael Lapidge / Peter S. Baker, More Acrostic Verse by Abbo of Fleury, in: Journal of Medieval Latin 7 (1997), S. 1–27 (Ardua conexae mit Prosakommentar Quadratus hic equilaterus, außerdem drei in der Zuschreibung minder sichere)
- Alison M. Peden, Abbo of Fleury and Ramsey: Commentary on the Calculus of Victorius of Aquitaine, Oxford University Press, Oxford 2003 (= Auctores Britannici Medii Aevi, 15), ISBN 0-19-726260-0
- Franz Schupp, Abbo von Fleury: De syllogismis hypotheticis. Textkritisch herausgegeben, übersetzt, eingeleitet und kommentiert, Brill, Leiden 1997 (= Studien und Texte zur Geistesgeschichte des Mittelalters, 56), ISBN 90-04-10748-7
- Ron B. Thomson, Two Astronomical Tractates of Abbo of Fleury, in: John D. North / J. J. Roche, The Light of Nature. Essays in the History and Philosophy of Science, presented to A. C. Crombie, Nijhoff, Dordrecht [u. a.] 1985 (= Archives internationales d'histoire des idées, 110), S. 113–133 (Sententia Abbonis de ratione spere, Tractatus ‚Denique luna‘)
- Ron B. Thomoson, Further Astronomical Material of Abbo of Fleury, in: Medieval Studies 50 (1988), S. 671–673 (De duplici signorum ortu vel occasu)
- Alfred Lohr, Abbonis Floriacensis miscellanea de computo, de astronomia et de cosmographia: secundum codicem Berolinensem Phill. 1833, Brepols, Turnhout 2019 (= Corpus Christianorum Continuatio Mediaevalis, 300), ISBN 978-2-503-58476-8